# Protea parvula
Protea parvula (лат.) — кустарник, вид рода Протея (Protea) семейства Протейные (Proteaceae), встречается в Южной Африке и Эсватини.

## Ботаническое описание

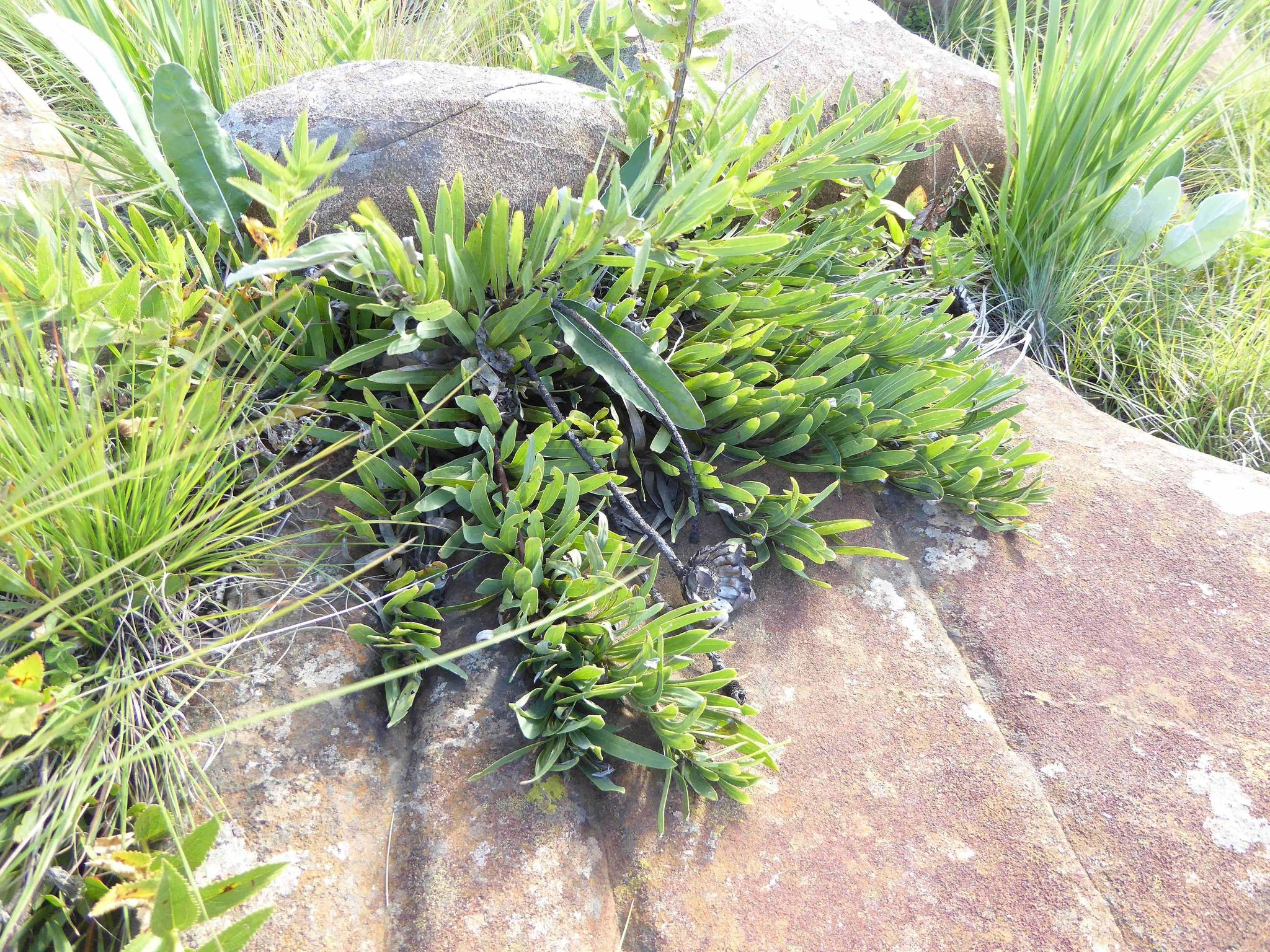
Общий вид

Protea parvula — низкорослый стелющийся кустарник, почвопокровное растение, достигающее 16 см в высоту. Согласно одному источнику, оно является долгоживущим, растения выживают более века и могут вырасти снова после пожара из подземного корневища, другой источник утверждает, что растение гибнет в результате пожара. Семена высвобождаются растением, как только древесные плоды созревают, с апреля по июль, и разносятся ветром. Семена негорючие и просто лежат на земле до прорастания. Цветёт летом с декабря по март. Растение однодомное, в каждом цветке представлены представители обоих полов. Цветы опыляются птицами.

## Таксономия
Впервые вид был описан в 1958 году по образцу из Мпумаланги (тогда часть бывшей провинции Трансвааль) Джоном Стэнли Бердом.

## Распространение и местообитание
Protea parvula — встречается на склонах Драконовых гор от Мариепскопа через Мпумалангу и Эсватини, до Фрейхейда в центральном северном Квазулу-Натале. Растёт на каменистых открытых лугах на кислых почвах на высоте от 1300 до 2150 м над уровнем моря.

## Охранный статус
Вид классифицируется как близкий к уязвимому положению. В 1996 году Protea parvula был оценен как «вызывающий наименьшие опасения» в Красном списке растений южной Африки, но в 2009 году он был переоценен как «находящийся под угрозой исчезновения» из-за предполагаемого сокращения популяции на 20-30 %, вызванного утратой 28 % его естественной среды обитания за последнее столетие. В первую очередь ему угрожает лесопосадка неместных сосновых деревьев, а также добыча талькохлорита. Однако это может быть обычным явлением на местном уровне.
Этот вид охраняется в заповеднике Малолотья в Эсватини.